# Bague gimmel
 (septembre 2022).

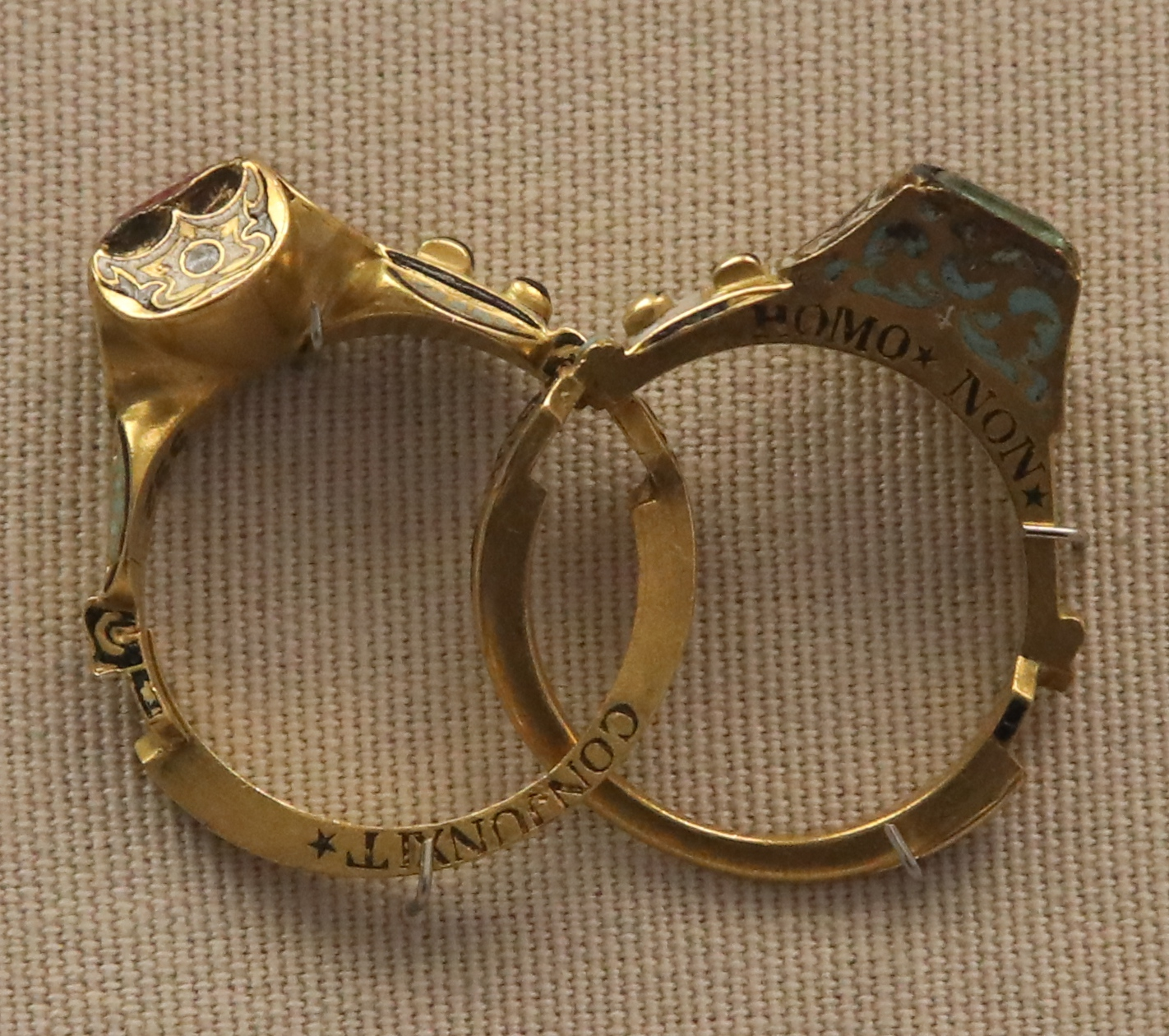
Photo d'une bague gimmel avec les anneaux séparés (bague ouverte).

Une bague gimmel (ou gimmal), ou bague jumelle, est une bague avec deux ou trois anneaux qui s'emboîtent pour former un anneau complet.
Aux XVIe et XVIIe siècles, ces bagues étaient notamment à la mode en Angleterre et en Allemagne, et étaient souvent utilisées comme bagues de fiançailles. Les fiancés portaient chacun un anneau et les rejoignaient pour les utiliser comme alliance. Avec les triples anneaux, une tierce personne pouvait être témoin des vœux du couple et conserver le troisième anneau jusqu'au mariage.
Le nom « gimmel »/« gimmal » vient du latin gemellus (« jumeau ») via l'ancien français.
Il y a plusieurs références aux bagues gimmel dans les pièces de William Shakespeare, à l'exemple d'Othello ou le Maure de Venise.